# 石正麗
石 正麗（せき せいれい、シー・ジェンリー、1964年5月26日－）は、中華人民共和国の疫学者。河南省西峡県出身。

## 経歴
1964年5月26日、河南省西峡県で生まれる。
1987年7月に武漢大学生物系遺伝学科学士課程修了。
1990年7月に中国科学院武漢ウイルス研究所を卒業し、修士号を取得。
2000年5月フランスモンペリエ第2大学にて博士の学位取得。
1990年から中国科学院武漢ウイルス研究所研究実習員助手、1993年助研究員、1998年副研究員。2000年、研究員に就任。

## 受賞
- 2007年、全国五一勞動章。
- 2009年、第三期中国科学院の十大傑出婦人栄誉称号。
- 2015年、2014年度湖北省顕著な貢献の青年専門家栄誉称号。
- 2016年、学術界パルム葉勲章[3]。
- 2018年、国家自然科学賞[4]。
- 2019年、米国微生物学会会士[5]。